# 카츠 신타로
카츠 신타로(일본어: 勝 新太郎 가쓰 신타로[*], 1931년 11월 29일 ~ 1997년 6월 21일)은 일본의 배우, 가수, 영화감독, 프로듀서로 본명은 오쿠무라 도시오(일본어: 奥村利夫)이다.
도쿄시 후카가와 구 (지금의 도쿄도 고토구) 출신으로 호세이 중학교를 중퇴하고 샤미센과 나카우타를 배우기 시작하였다. 1954년, 다이에이 영화사에 들어가 《꽃의 백호대》(花の白虎隊)로 스크린에 데뷔, 이후 《자토이치》 시리즈로 스타덤에 올랐다. 또한 텔레비전 드라마에도 《독안룡 마사무네》에서 도요토미 히데요시 역을 맡기도 했다.
그러나 1990년, 미국 하와이주 호놀롤루에서 대마초와 코카인을 들여오다가 적발, 현행범으로 체포되었으며 징역 2년 6개월, 집행유예 4년을 선고받기도 했다. 1997년 6월 21일, 지바 현 가시와 시에서 65세를 일기로 세상을 떠났다.

## 출연 작품
- 낭인가 (1990)
- 공작왕 2 - 아수라 (1990)
- 장군 암살자 (1980)
- 자토이치 23 (1972)
- 고요키바 (1972)
- 아들을 동반한 검객 3 (1972)
- 아들을 동반한 검객 2 (1972)
- 아들을 동반한 검객 (1972)
- 내 목숨을 걸고 (1971)
- 자토이치 - 부셔라! 중국검 (1971)
- 자토이치와 요짐보 (1970)
- 히토키리 (1969)
- 자토이치 - 싸움북 (1968)
- 야쿠자 군대 (1965)
- 자토이치 (1965)
- 자토이치 - 흉악한 형상의 나그네 (1963)
- 자토이치 3 - 신 자토이치 (1963)
- 유키노조 변화 (1963)
- 자토이치 2 (1962)
- 자토이치 (1962)
- 저지 앤드 씨프 (1955)